# Тіпання

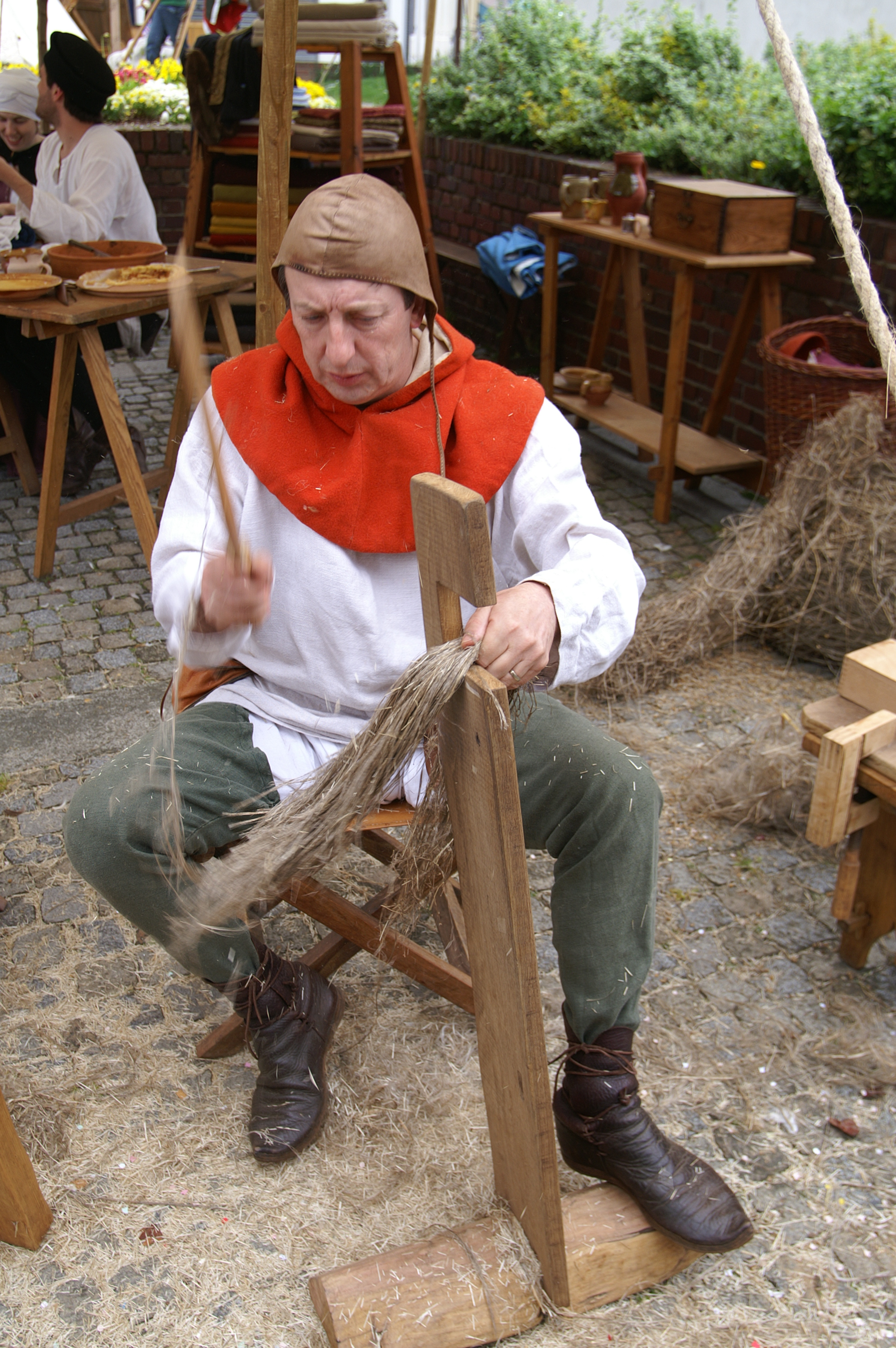
Тіпання палицею-тіпалкою

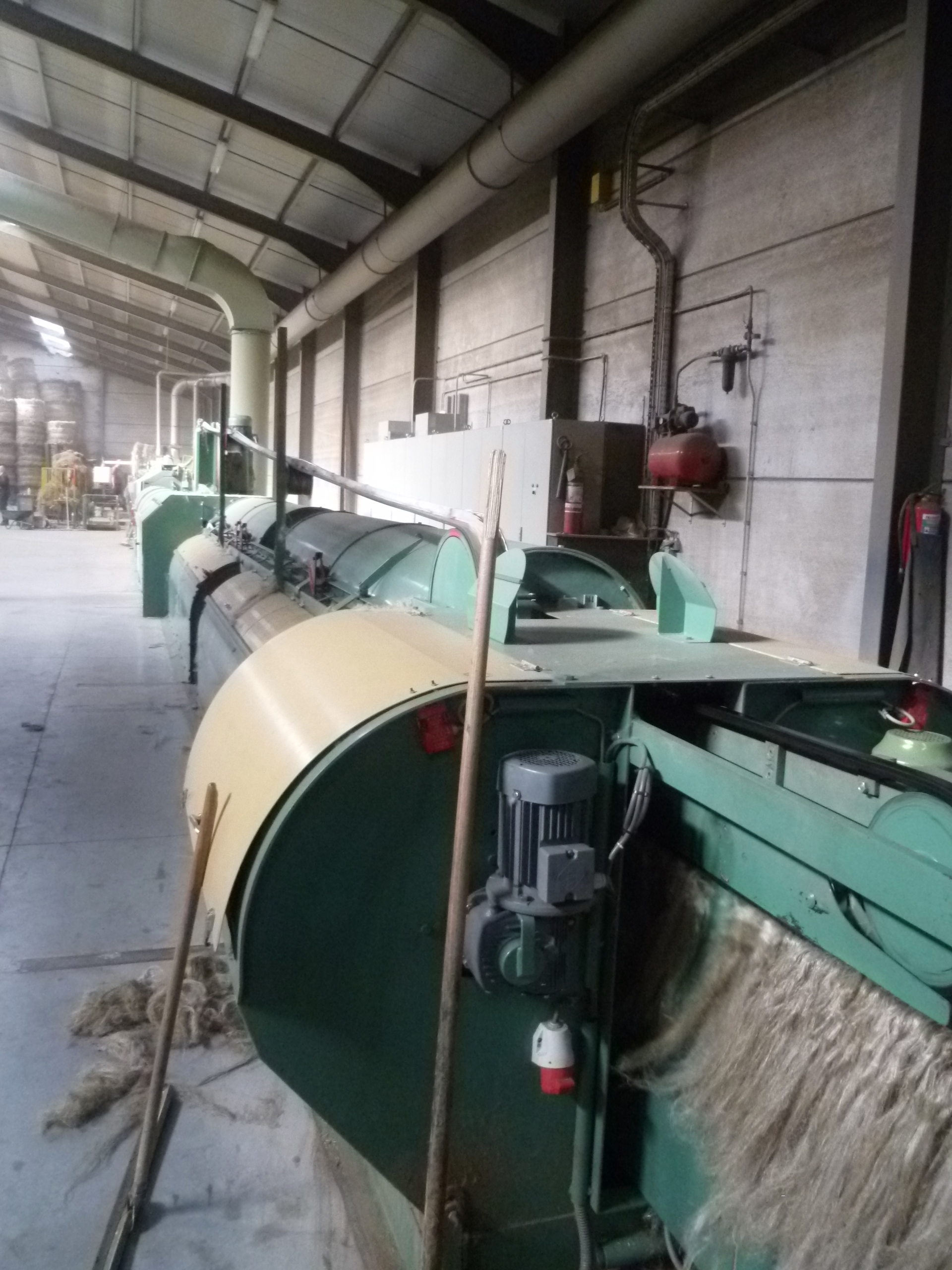
Тіпальна машина

Тіпа́ння, також тертя́ — процес у льонарстві і коноплярстві, один з етапів вироблення лляної і конопляної кужелі. У процесі тіпання виділяють м'яття стебел і власне тіпання.

## У традиційному господарстві
Після збирання льону чи конопель їх в'язали в снопи, звільняли від насіння, молотячи ціпом на току і відвозили у спеціальне місце — мочи́ло. Воно являло собою неглибоке місце в ставку, озері, річці, чи яму-ковбаню з водою. Поклавши туди снопи, їх притискали гнітом і залишали на 2-3 тижні. За цей час руйнувалися пектинові речовини, що зв'язують деревину і покривні тканини з волокнистими пучками, уможливлюючи легке відділення тонких волокон від грубіших тканин костриці. По закінченні строку вимочування сировину виймали з води, що було досить важким процесом: обробка льону і конопель проходила в осінні дні, і селянки мусили працювати у холодній воді. Вимочені стебла сушили на повітрі. Отримана сировина відома як треста.
Підготовану сировину м'яли і терли на спеціальному верстаті — терлиці. Вдаряючи мечиком по стеблах, ламали кострицю — здерев'янілі частини стебел (це називалося «м'яттям»). Потім звільняли від шматочків костриці — іноді за допомогою тієї ж терлиці, іноді за допомою тригранної палиці-тіпалки або простим шмаганням пучка волокон об твердий предмет. Це називалося власно «тіпанням» або «тертям».
Після закінчення процесу тіпання волокно розчісували на чесалках, розділяючи його на ґатунки. Цей процес називався «чесанням».

## Сучасність
Зараз для відділення волокон від костриці застосовують тіпальні машини. Уперше процес був механизований на заводах Ірландії, на 1850 цей спосіб отримав там значне поширення. Машинне тіпання швидше і дешевше, але дає більше відходів, ніж ручне.

## Тіпання бавовни
Тіпання також застосовується у процесі очищення бавовни від насіння та інших домішок. Машина для тіпання бавовни (коттон-джин) винайдена у 1797 році. Перший час не мала поширення, але знайшла застосування у Манчестері у 1808 чи 1809 році. На 1816 рік машинне тіпання бавовни узвичаюється.